# Bolbocaffer gautieri
Bolbocaffer gautieri är en skalbaggsart som beskrevs av Antoine Boucomont 1910. Bolbocaffer gautieri ingår i släktet Bolbocaffer och familjen Bolboceratidae. Inga underarter finns listade.